# Tanvald (nádraží)
Tanvald je železniční stanice ve stejnojmenném městě. Stanicí prochází trať Liberec–Harrachov a odbočuje z ní trať do Železného Brodu. Stanice je zařazena do integrovaného dopravního systému IDOL. Leží v nadmořské výšce 466 m n. m.

## Historie

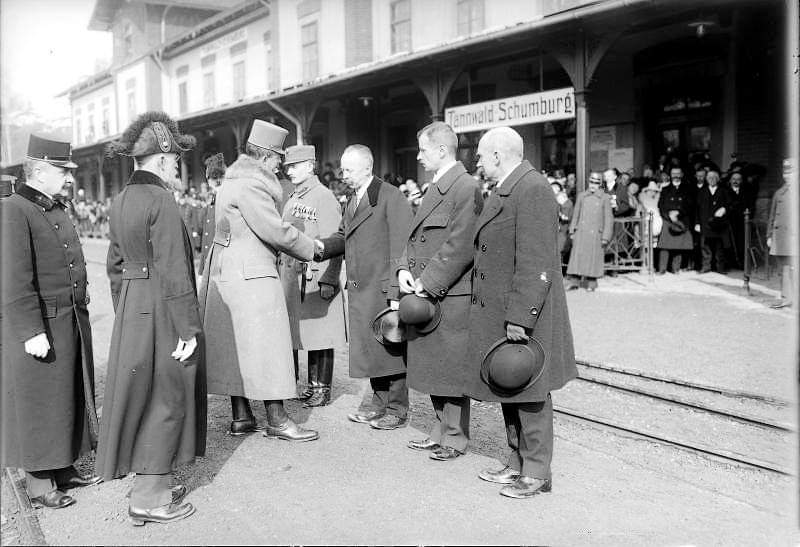
Český a uherský král Karel I. na nádraží Tanvald

Nádraží bylo uvedeno do provozu 1. července 1875 pod názvem Tannwald-Schumburg se zprovozněním trati ze Železného Brodu. Další trať, s dnešním označením 036, sem byla dovedena v rámci prodloužení z Jablonce nad Nisou v říjnu roku 1894. Dne 30. června 1902 byl zahájen provoz na Tanvaldské ozubnicové dráze, díky čemuž se stanice dočkala dalšího rozšíření provozu.
V roce 2015 byla dokončena rekonstrukce, při níž byla vystavěna nová nástupiště.

## Popis
Staniční budova je třípatrová (vč. podkroví) a celkem rozlehlá. Uvnitř se nachází pokladní přepážka, čekárna pro cestující, bezbariérové toalety a restaurace.
Stanice má dvě dvojhranná nástupiště s úrovňovým přístupem. Nástupiště jsou vybavena několika lavičkami a nízkými lampami.
Západně od staniční budovy je autobusový terminál. Parkoviště jsou umístěna u staniční budovy a u terminálu.
Ve východní části stanice jsou odstavována historická vozidla ozubnicové dráhy.
Přístup do budovy stanice je bezbariérový, na nástupiště ovšem ne. Ve stanici je instalován informační systém INISS dálkově řízený z nádraží Liberec. Do roku 2015 zde bylo živé hlášení prostřednictvím systému Speaker.

## Galerie

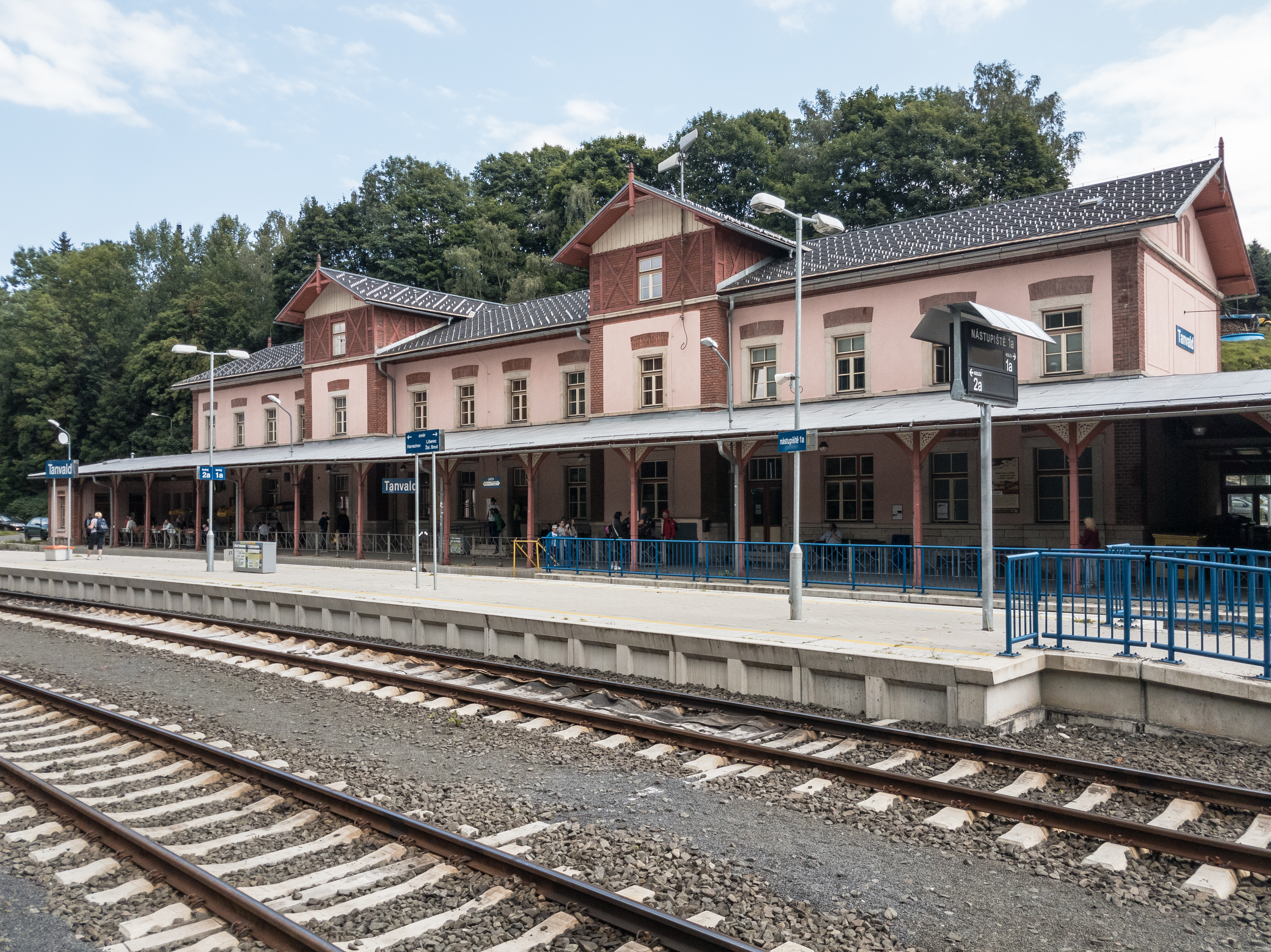
Staniční budova
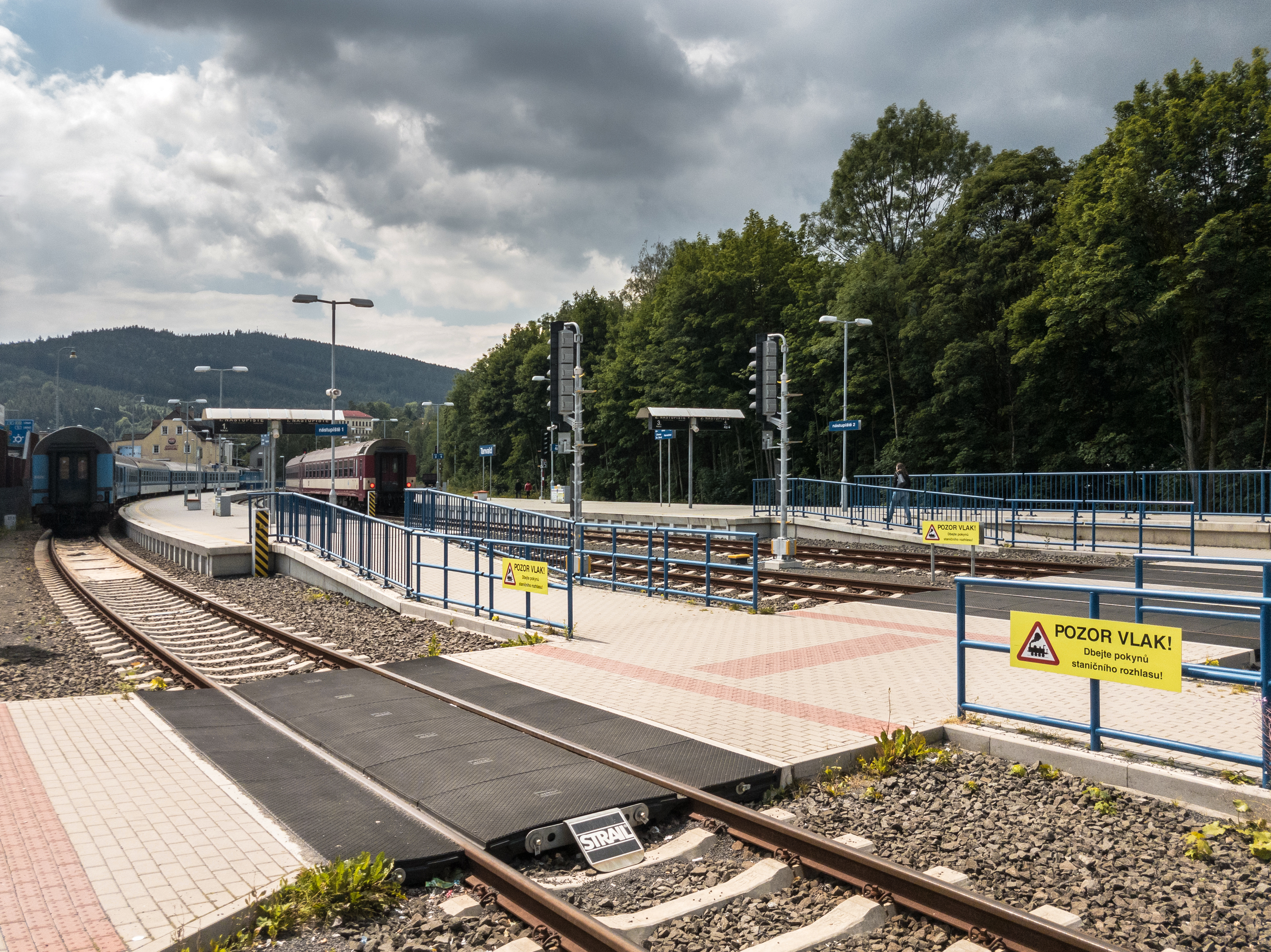
Nástupiště
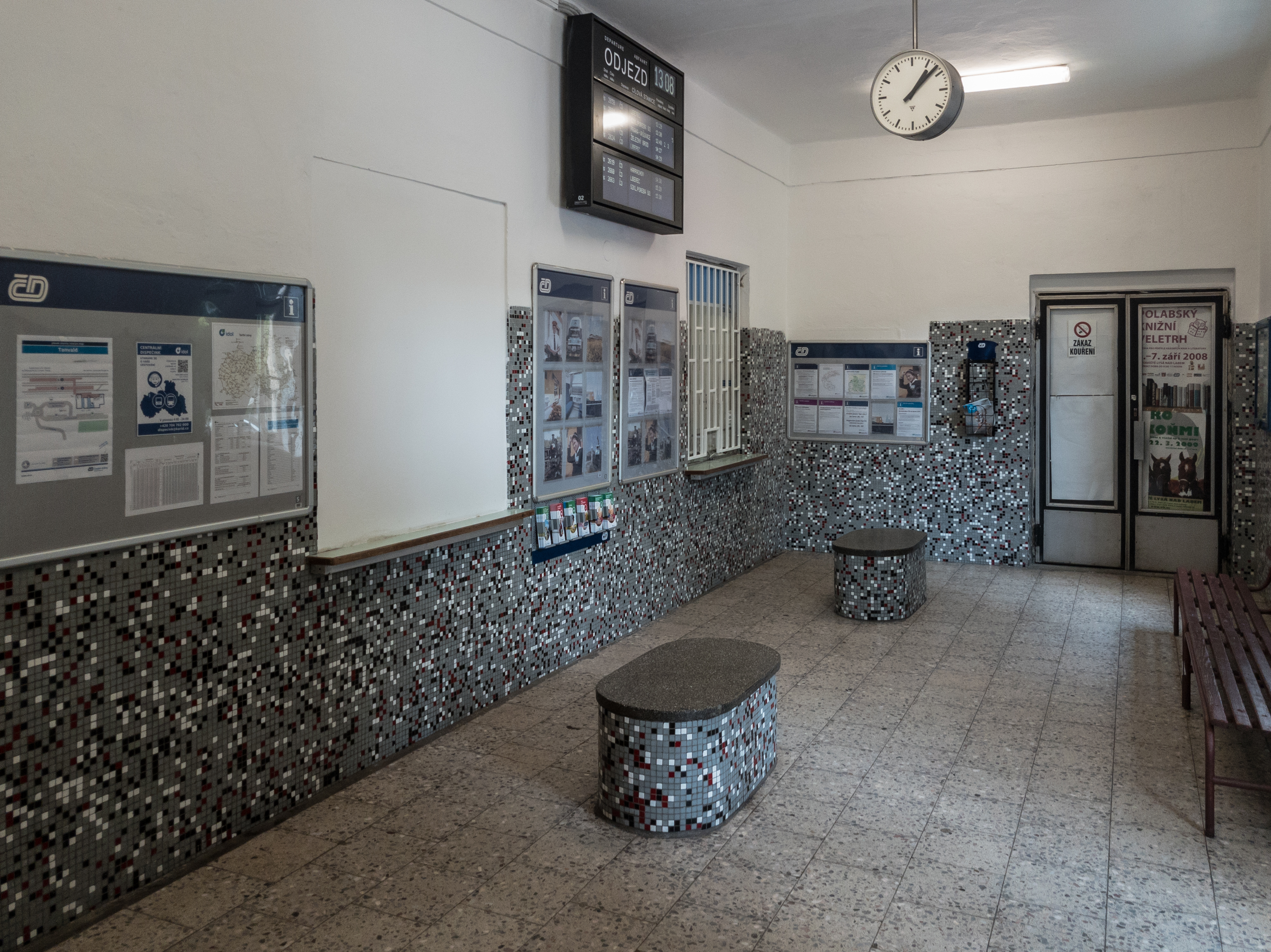
Pokladny
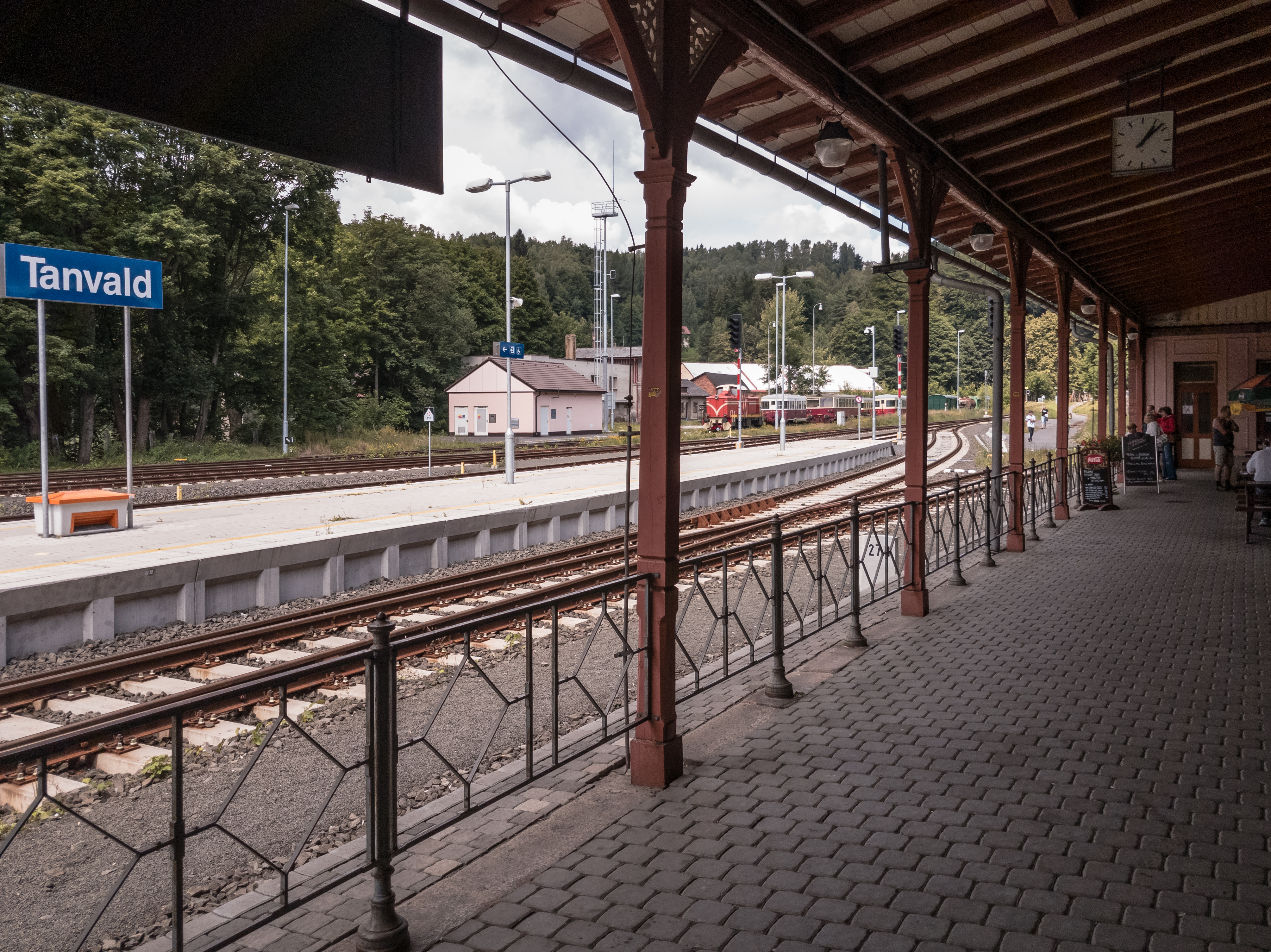
Kryté nástupiště („veranda“)
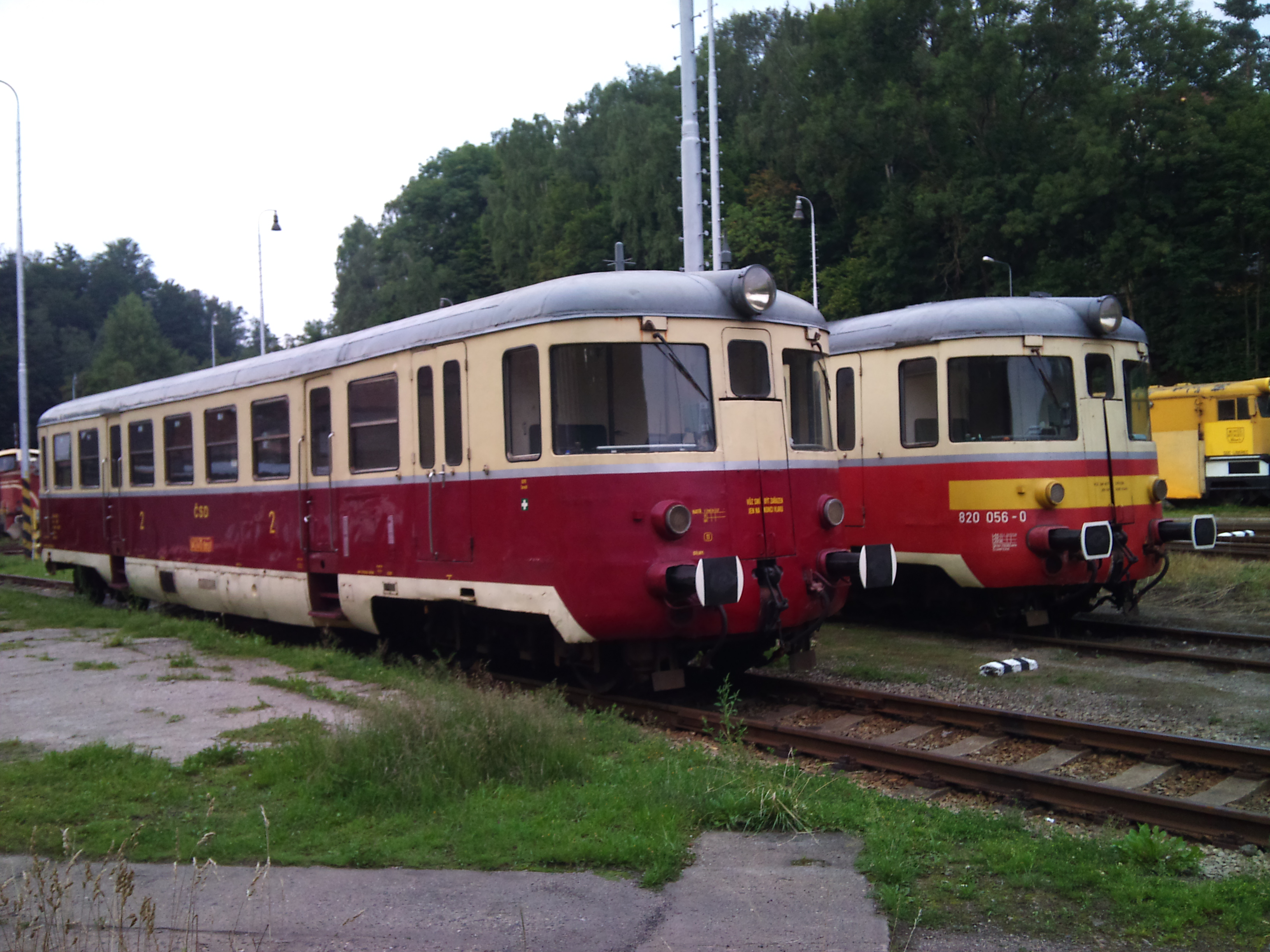
Historické vozy odstavené v prostoru stanice
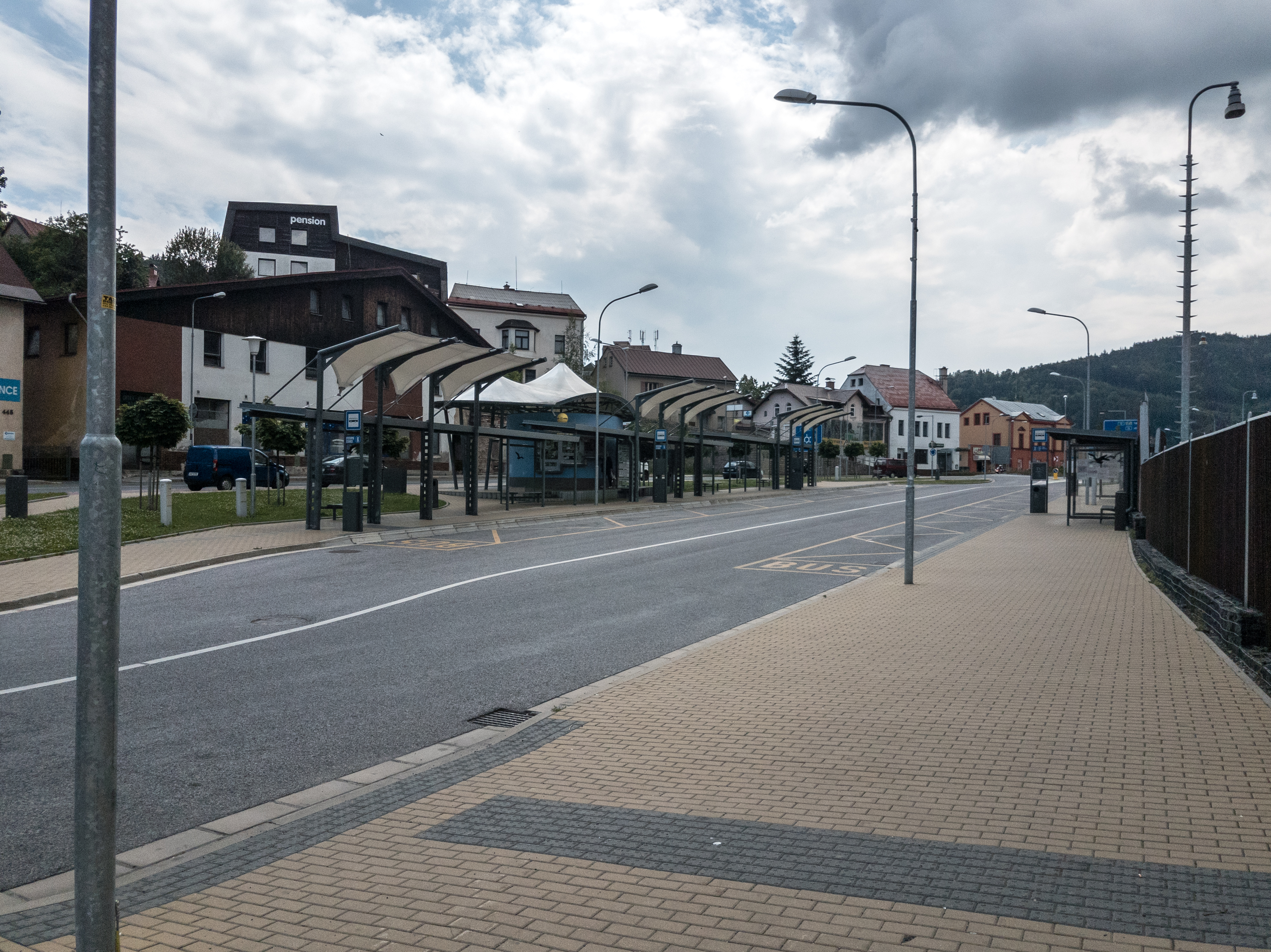
Autobusový terminál
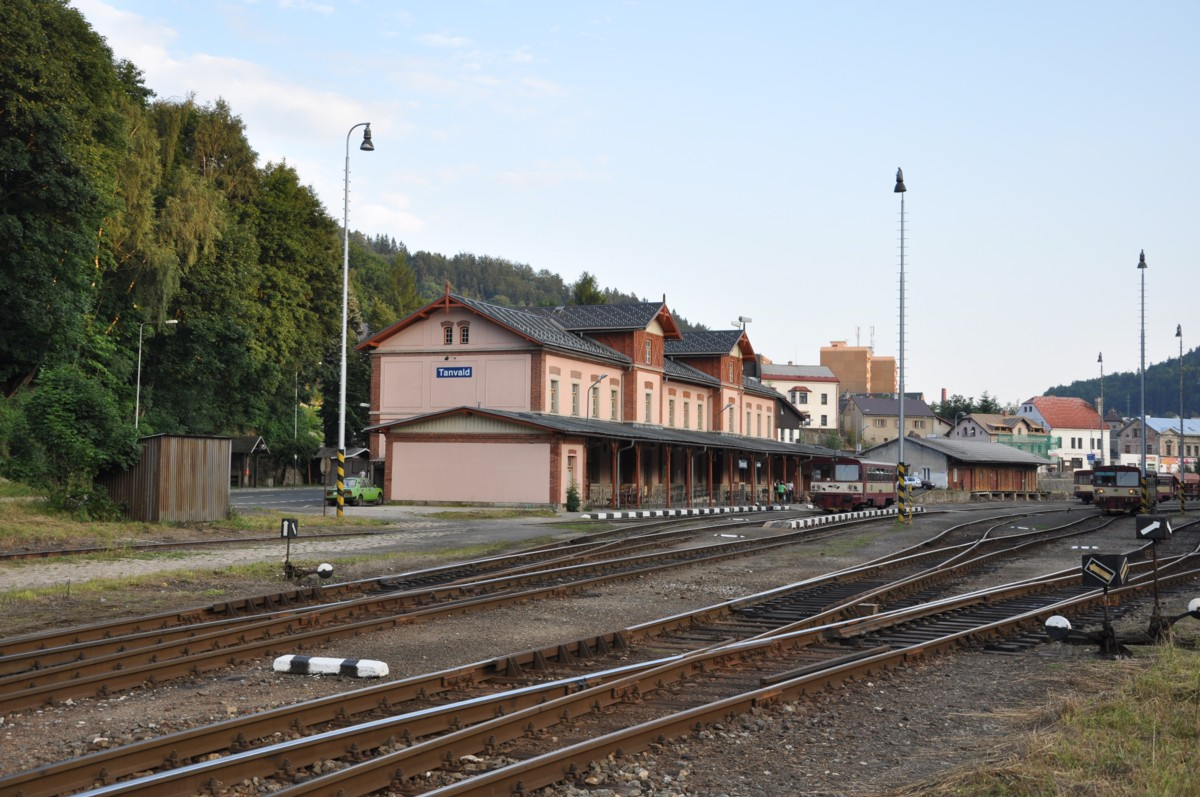
Stanice před rekonstrukcí
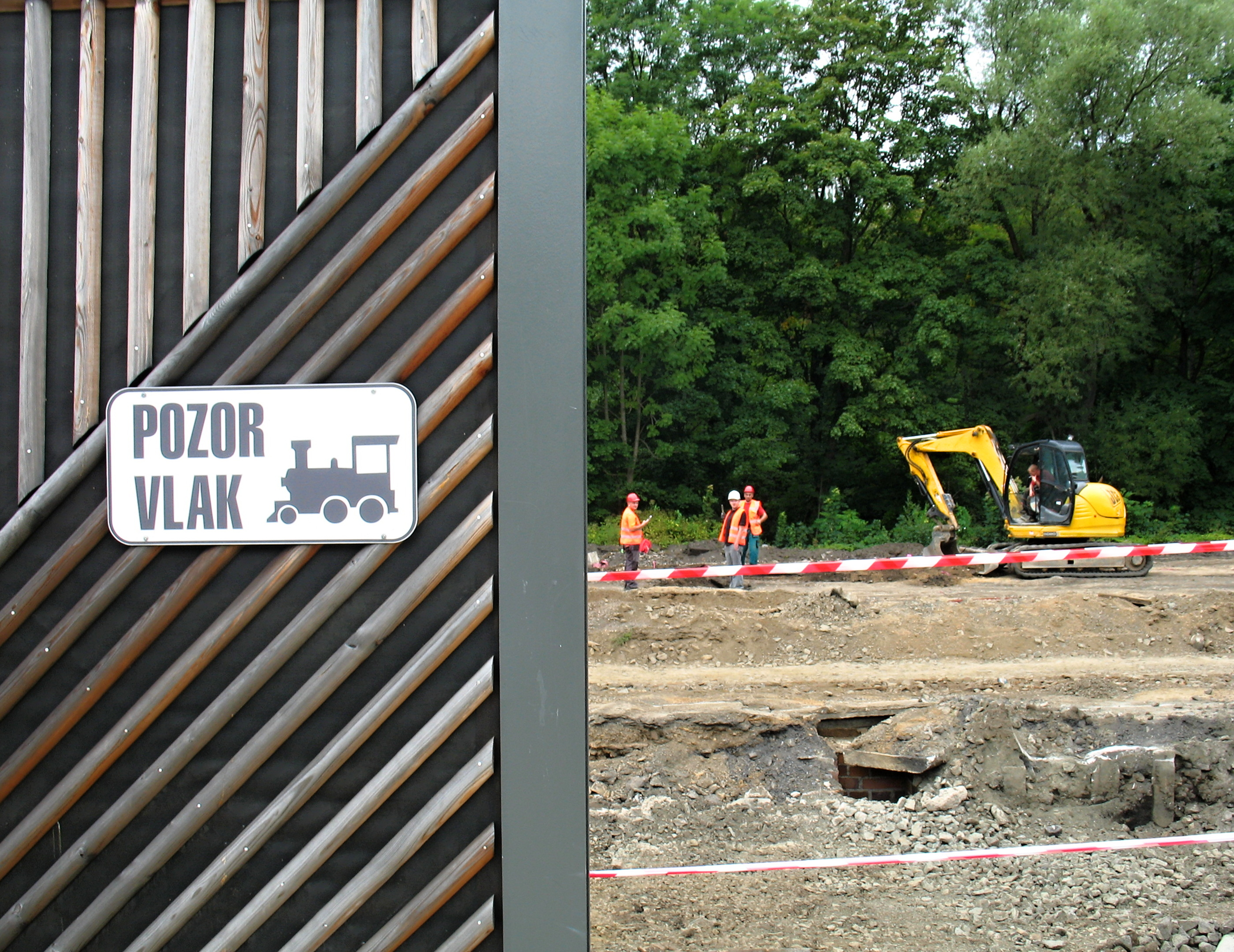
Rekonstrukce
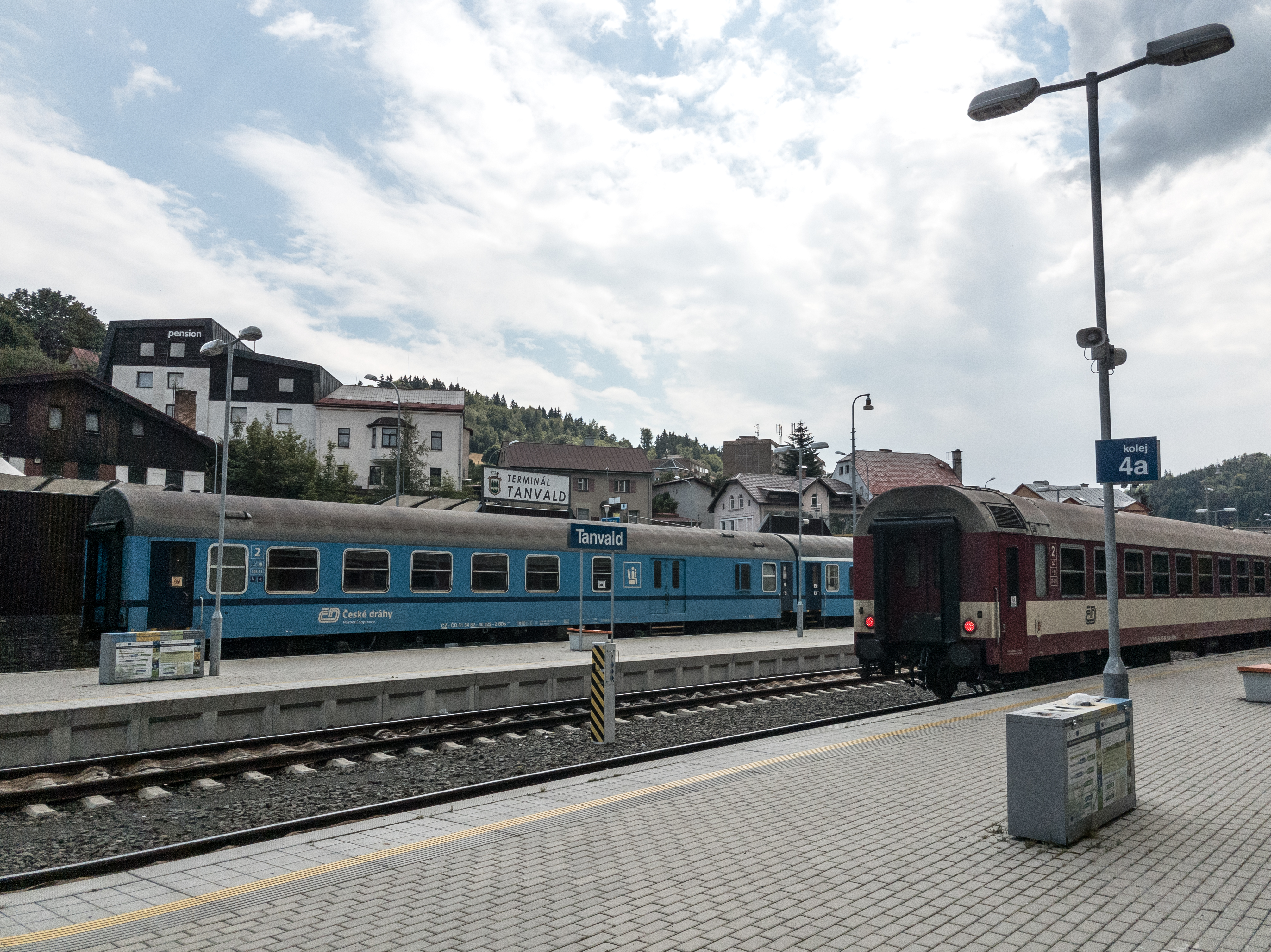
Mimořádné vagony kupé v Tanvaldě
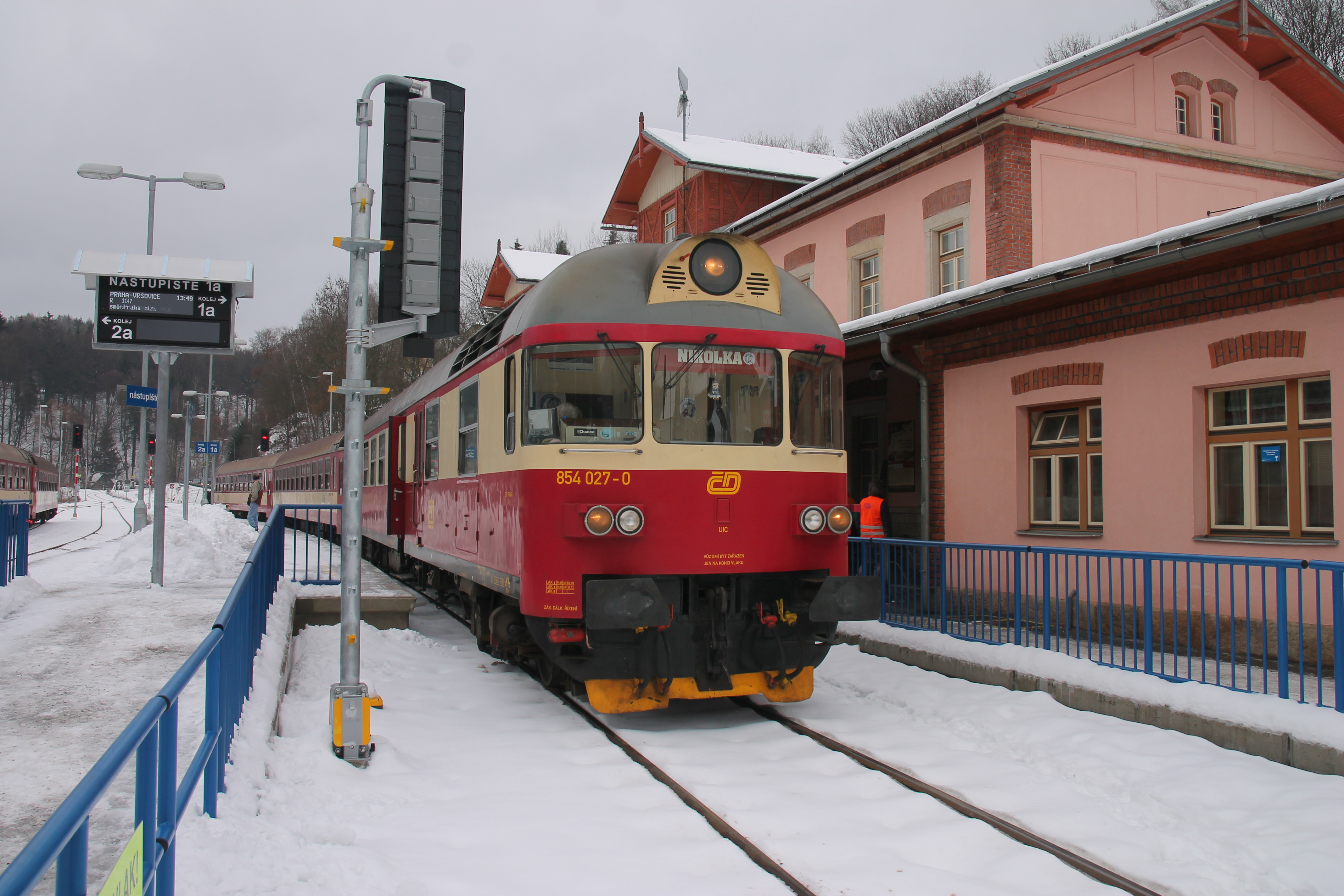
Motorový vůz 854 v historickém nátěru ve stanici
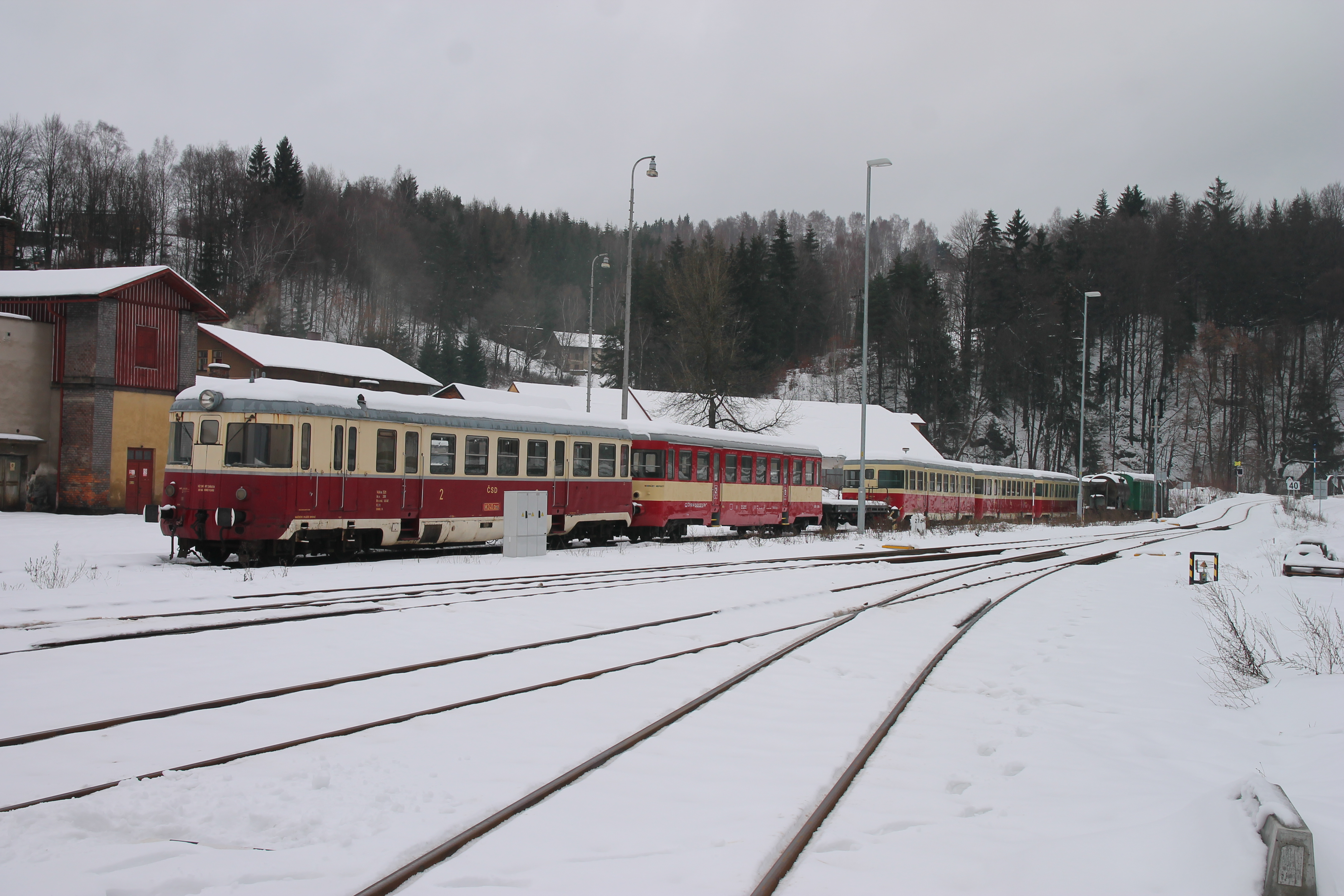
Odstavné koleje s historickými vozy
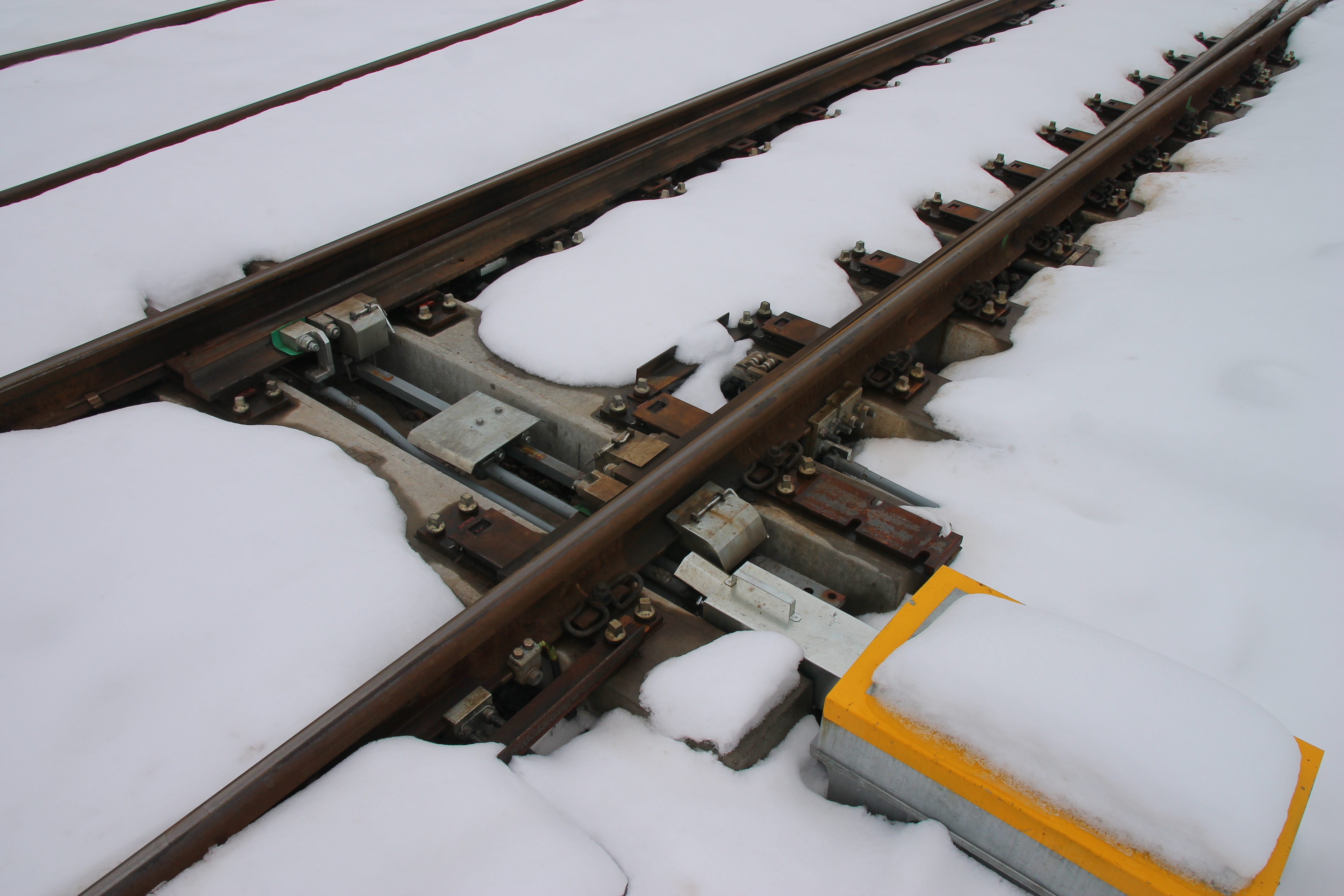
Po rekonstrukci byl instalován elektrický ohřev výhybek